# John Boyle
Pour les articles homonymes, voir John Boyle (homonymie) et Boyle.
Ne pas confondre avec le directeur de la photographie américain John W. Boyle (1891-1959).
John Boyle, né le 13 janvier 1706 à Westminster (Angleterre), et décédé à Frome (Somerset, Angleterre) le 23 novembre 1762, 5e comte de Cork et 5e comte d'Orrery, est un pair d'Irlande, écrivain et membre de la Royal Society.

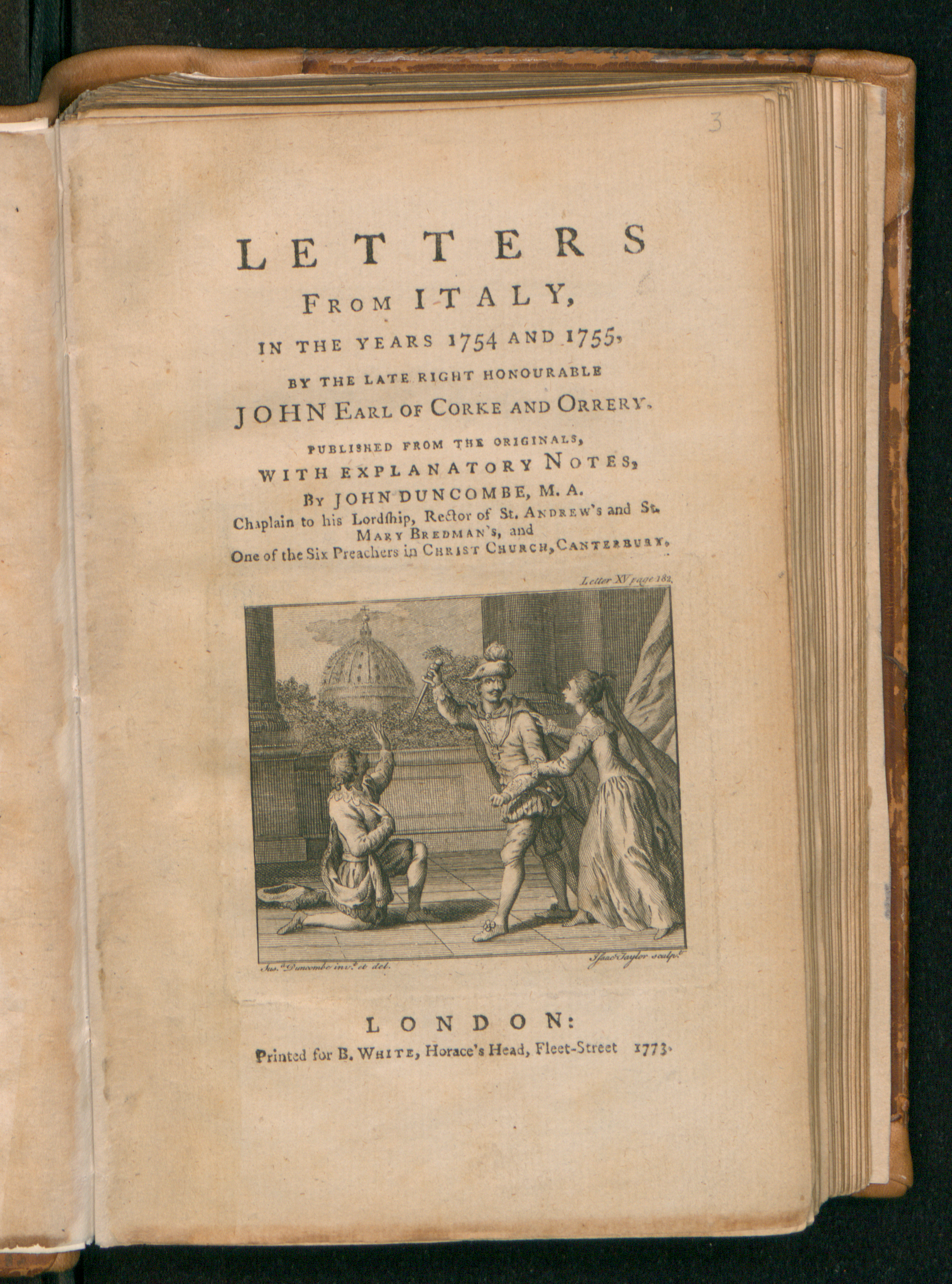
Letters from Italy, in the years 1754 and 1755 (1773)

Fils unique de Charles Boyle, 4e comte d'Orrery et de Lady Elizabeth Cecil, il devient comte d'Orrery au décès de son père en 1731, et le titre de comte de Cork au décès de son parent, l'architecte Richard Boyle, en 1753.
Il écrit notamment un ouvrage de remarques historiques et philosophiques sur l'œuvre de Jonathan Swift, dont il est un proche.

## Sources
- (en) Fiche généalogique sur le site ThePeerage.com
- (en) Fiche généaologique sur le site The Boyle Family Genealogy